# Luna - Kosmos 111
Esempio
Luna - Kosmos 111 fu il primo tentativo dell'URSS di porre una satellite in orbita intorno alla Luna.

## La missione
La sonda fu lanciata il 1º marzo 1966. La missione fu un insuccesso, l'ultimo stadio della navicella perse il controllo sulla rotta e Kosmos 111 non riuscì a immettersi sulla via per la Luna. Rientrò nell'atmosfera 2 giorni dopo.